# Order Karola XIII
Order Karola XIII (szw. Carl XIII:s orden) – order domowy dynastii panującej w Szwecji przeznaczony dla wolnomularzy oraz nielicznych kawalerów honorowych.

## Historia

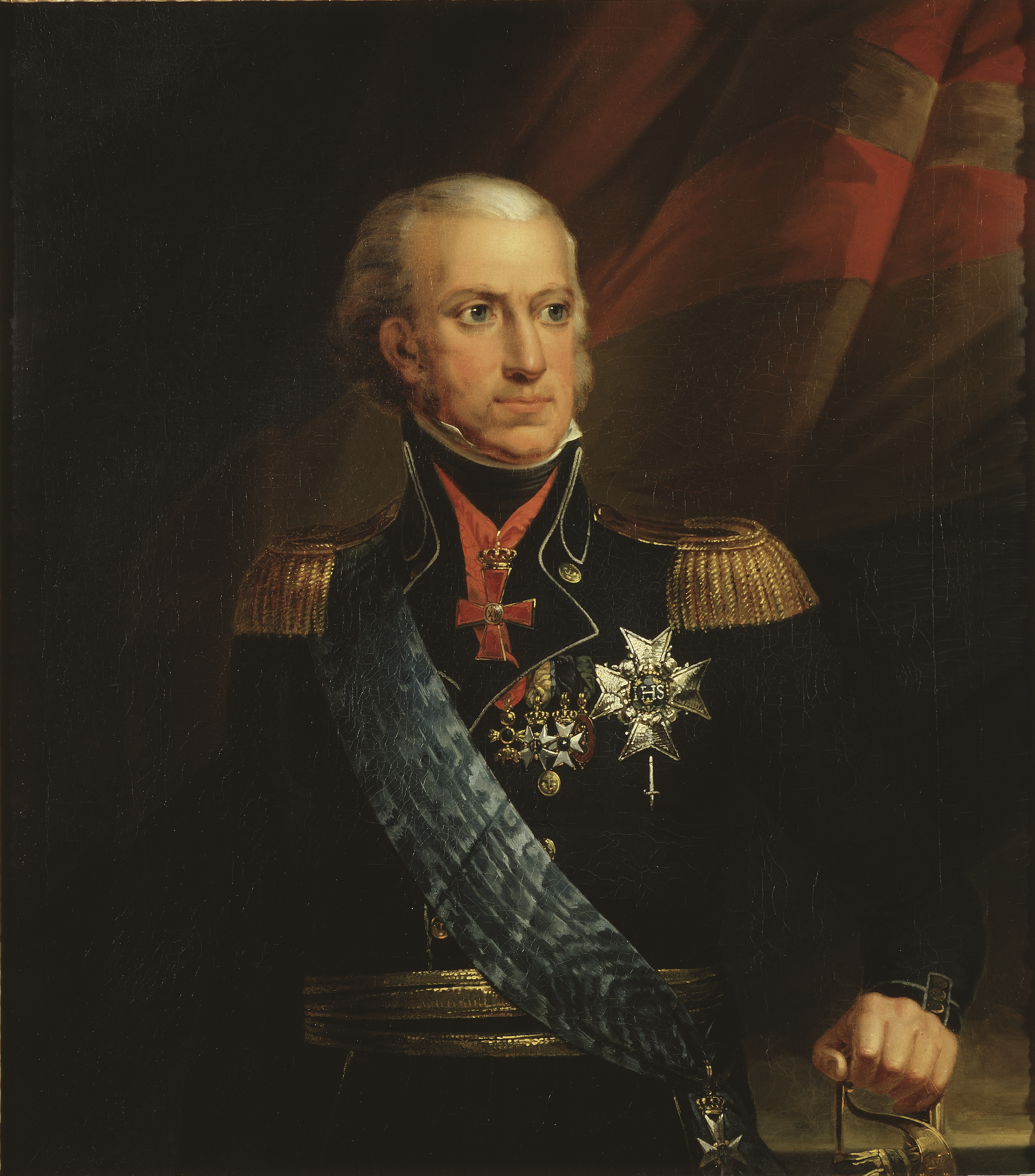
Karol XIII ze swym orderem na szyi

Order został ustanowiony 27 maja 1811 przez ostatniego monarchę szwedzkiego z dynastii Holstein-Gottorp, Karola XIII, który od wczesnej młodości pasjonował się różnymi tajnymi stowarzyszeniami, jak wolnomularstwo, różokrzyżowcy i iluminaci. Odznaczenie, nie należące do systemu stworzonego przez Fryderyka I, jest nadawane tylko posiadaczom najwyższego stopnia i wysokich urzędów w wolnomularstwie "by uczcić cnoty, których nie wymieniają żadne przepisy i o których rzadko coś wie społeczeństwo". Order może posiadać tylko 30 szwedzkich kawalerów, 27 świeckich i 3 duchownych, którzy osiągnęli 36. rok życia, i najwyżej 7 cudzoziemskich kawalerów. Na czele Orderu stoi zawsze panujący monarcha jako wielki mistrz, królewicze szwedzcy uzyskują go poprzez narodziny. Jako niepaństwowe odznaczenie za zasługi Order Karola XIII uniknął kasacji orderów szwedzkich z 1974 i nadal jest nadawany obywatelom szwedzkim. Z cudzoziemców otrzymał go m.in. Edward Windsor, książę Kentu, wielki mistrz masonerii brytyjskiej. Ostatnim królem szwedzkim który go nosił był Gustaw V, na fotografiach następnych dwóch władców szwedzkich order nie występuje.

## Insygnia
Insygnia jednoklasowego orderu to tzw. krzyż templariuszy emaliowany na czerwono, zawieszony na złotej koronie królewskiej, który w białym medalionie środkowym posiada spleciony z dwóch liter C monogram królewski C XIII. Jest noszony na szyi na czerwonej wstążce, noszony na piersi czerwony krzyż templariuszy ("gwiazda orderowa") nie posiada medalionu środkowego.